# 梅扬城堡

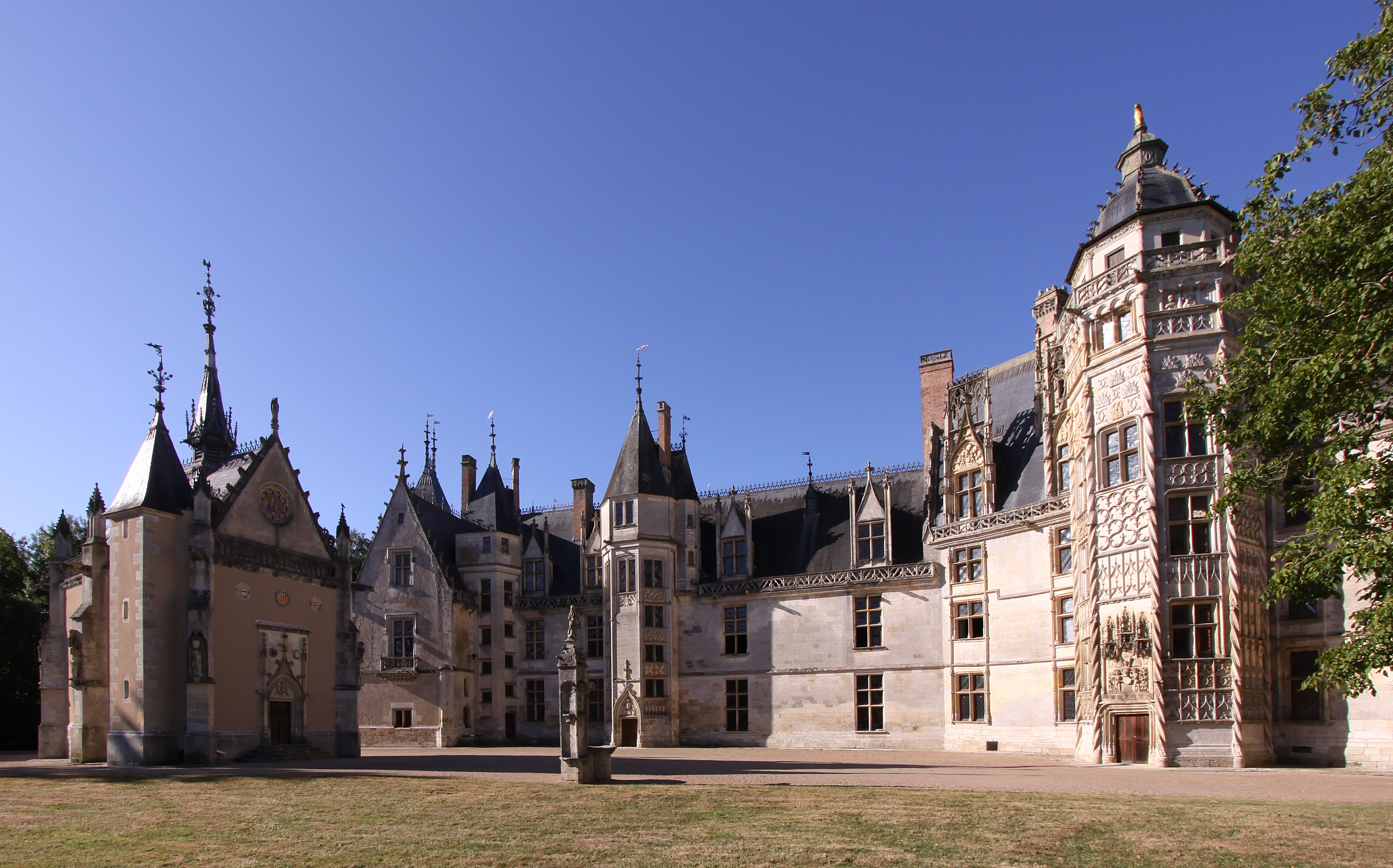

梅扬城堡（法語：Château de Meillant）是法国卢瓦尔河谷城堡群中一座城堡，位于中央-卢瓦尔河谷大区谢尔省圣阿芒蒙龙区的梅扬，建于15世纪。
1963年，梅扬城堡列为法国历史遗迹。